# Rishöjdtjärnen, Härjedalen
Rishöjdtjärnen är en sjö i Härjedalens kommun i Härjedalen och ingår i Ljusnans huvudavrinningsområde. Sjön har en area på 0,15 kvadratkilometer och ligger 861,5 meter över havet. Sjön avvattnas av vattendraget Mejsån.

## Delavrinningsområde
Rishöjdtjärnen ingår i det delavrinningsområde (692906-133048) som SMHI kallar för Utloppet av Rishöjdtjärnen. Medelhöjden är 920 meter över havet och ytan är 2,84 kvadratkilometer. Det finns inga avrinningsområden uppströms utan avrinningsområdet är högsta punkten. Mejsån som avvattnar avrinningsområdet har biflödesordning 3, vilket innebär att vattnet flödar genom totalt 3 vattendrag innan det når havet efter 391 kilometer. Avrinningsområdet består mestadels av skog (53 procent) och kalfjäll (37 procent). Avrinningsområdet har 0,15 kvadratkilometer vattenytor vilket ger det en sjöprocent på 5,4 procent.